# مدينة بليز
مدينة بليز (بالإنجليزية: Belize City)‏ هي أكبر مدينة في بليز وكانت العاصمة السابقة لإقليم هندوراس البريطانية. وفقا لتعداد عام 2010، فقد بلغ عدد سكان المدينة 57,169 نسمة موزعون على 16,162 أسرة. وهي تقع عند مصب غدير هولوفر والذي هو أحد روافد نهر بليز. يصب نهر بليز في البحر الكاريبي على بعد 5 أميال من مدينة بليز على طريق فيليب غولدسون السريع على ساحل البحر الكاريبي. وهي المدينة الرئيسية في البلاد ومحورها المالي والصناعي. ترسو العديد من السفن السياحية خارج الميناء وتتم رعايتها من قبل المواطنين المحليين. دمرت المدينة بالكامل تقريبا في عام 1961 عندما اجتاح إعصار هاتي شاطئ البلاد في 31 أكتوبر. وكانت المدينة عاصمة هندوراس البريطانية (التي أصبح اسمها بليز) إلى أن انتقلت الحكومة إلى العاصمة الجديدة بلموبان في عام 1970.

## التاريخ
تأسست مدينة بليز في عام 1638 بواسطة البايمنون. وقد كانت توجد في المنطقة مدينة صغيرة للمايا تسمى هولزوز. كانت مدينة بليز مثالية للإنجليز كمركز مركزي لأنها كانت على البحر ومنفذًا طبيعيًا للأنهار والجداول المحلية التي شحن البريطانيون الأخشاب إليها. وأصبحت مدينة بليز أيضًا موطنًا لآلاف العبيد الأفارقة الذين جلبهم الإنجليز للعمل في الغابات.

### الكوارث الطبيعية
تعرضت مدينة بليز لإعصارين منذ عام 1900، إعصار عام 1931 وإعصار هاتي في عام 1961، وفي أوقات مختلفة احترقت مناطق من المدينة، وكان آخرها حرائق عامي 1999 و 2004. كما تضررت المدينة بشدة من إعصار ريتشارد في عام 2010 وإعصار إيرل عام 2016ز كما أن المدينة عرضة للفيضانات في موسم الأمطار.

## المناخ
تتميز مدينة بليز بمناخ مدري موسمي، تتمتع المدينة بموسم رطب طويل يمتد من مايو حتى فبراير وموسم جاف قصير. ومع ذلك، تشهد مدينة بليز بعض هطول الأمطار خلال موسم الجفاف. مارس هو الشهر الأكثر جفافاً في مدينة بليز مع 48 ملم فقط من الأمطار، يظل متوسط درجات الحرارة الشهرية ثابتًا نسبيًا على مدار العام، حيث تتراوح من 24 درجة مئوية إلى 28 درجة مئوية. وأعلى درجة حرارة سجلت على الإطلاق كانت 46 درجة مئوية.
يظهر الجدول التالي التغييرات المناخية على مدار السنة لمدينة بليز:
| البيانات المناخية لـمدينة بليز                                                             | البيانات المناخية لـمدينة بليز | البيانات المناخية لـمدينة بليز | البيانات المناخية لـمدينة بليز | البيانات المناخية لـمدينة بليز | البيانات المناخية لـمدينة بليز | البيانات المناخية لـمدينة بليز | البيانات المناخية لـمدينة بليز | البيانات المناخية لـمدينة بليز | البيانات المناخية لـمدينة بليز | البيانات المناخية لـمدينة بليز | البيانات المناخية لـمدينة بليز | البيانات المناخية لـمدينة بليز | البيانات المناخية لـمدينة بليز |
| الشهر                                                                                      | يناير                          | فبراير                         | مارس                           | أبريل                          | مايو                           | يونيو                          | يوليو                          | أغسطس                          | سبتمبر                         | أكتوبر                         | نوفمبر                         | ديسمبر                         | المعدل السنوي                  |
| ------------------------------------------------------------------------------------------ | ------------------------------ | ------------------------------ | ------------------------------ | ------------------------------ | ------------------------------ | ------------------------------ | ------------------------------ | ------------------------------ | ------------------------------ | ------------------------------ | ------------------------------ | ------------------------------ | ------------------------------ |
| الدرجة القصوى °م (°ف)                                                                      | 34.2 (93.6)                    | 34.7 (94.5)                    | 37.3 (99.1)                    | 37.0 (98.6)                    | 37.0 (98.6)                    | 35.7 (96.3)                    | 33.8 (92.8)                    | 35.0 (95.0)                    | 35.3 (95.5)                    | 34.0 (93.2)                    | 33.3 (91.9)                    | 34.0 (93.2)                    | 37.3 (99.1)                    |
| متوسط درجة الحرارة الكبرى °م (°ف)                                                          | 27.9 (82.2)                    | 28.8 (83.8)                    | 29.8 (85.6)                    | 31.0 (87.8)                    | 31.8 (89.2)                    | 31.7 (89.1)                    | 31.4 (88.5)                    | 31.6 (88.9)                    | 31.5 (88.7)                    | 30.6 (87.1)                    | 29.3 (84.7)                    | 28.3 (82.9)                    | 30.3 (86.5)                    |
| المتوسط اليومي °م (°ف)                                                                     | 24.0 (75.2)                    | 24.9 (76.8)                    | 25.9 (78.6)                    | 27.3 (81.1)                    | 28.3 (82.9)                    | 28.5 (83.3)                    | 28.1 (82.6)                    | 28.2 (82.8)                    | 28.0 (82.4)                    | 27.0 (80.6)                    | 25.6 (78.1)                    | 24.5 (76.1)                    | 26.7 (80.1)                    |
| متوسط درجة الحرارة الصغرى °م (°ف)                                                          | 20.2 (68.4)                    | 21.1 (70.0)                    | 22.0 (71.6)                    | 23.6 (74.5)                    | 24.8 (76.6)                    | 25.4 (77.7)                    | 24.9 (76.8)                    | 24.9 (76.8)                    | 24.5 (76.1)                    | 23.5 (74.3)                    | 21.8 (71.2)                    | 20.7 (69.3)                    | 23.1 (73.6)                    |
| أدنى درجة حرارة °م (°ف)                                                                    | 11.0 (51.8)                    | 11.5 (52.7)                    | 10.9 (51.6)                    | 15.0 (59.0)                    | 19.0 (66.2)                    | 20.8 (69.4)                    | 20.7 (69.3)                    | 21.0 (69.8)                    | 19.3 (66.7)                    | 16.1 (61.0)                    | 14.4 (57.9)                    | 12.0 (53.6)                    | 10.9 (51.6)                    |
| الهطول مم (إنش)                                                                            | 152.6 (6.01)                   | 73.7 (2.90)                    | 47.8 (1.88)                    | 57.2 (2.25)                    | 136.9 (5.39)                   | 229.0 (9.02)                   | 210.1 (8.27)                   | 194.4 (7.65)                   | 249.4 (9.82)                   | 281.9 (11.10)                  | 113.9 (4.48)                   | 144.7 (5.70)                   | 1٬891٫6 (74.47)                |
| متوسط أيام هطول الأمطار (≥ 1.0 mm)                                                         | 11                             | 7                              | 5                              | 4                              | 7                              | 13                             | 15                             | 15                             | 17                             | 15                             | 13                             | 12                             | 134                            |
| متوسط الرطوبة النسبية (%)                                                                  | 83                             | 82                             | 79                             | 77                             | 79                             | 82                             | 83                             | 84                             | 84                             | 83                             | 84                             | 84                             | 82                             |
| ساعات سطوع الشمس الشهرية                                                                   | 199                            | 203                            | 239                            | 256                            | 257                            | 197                            | 226                            | 237                            | 178                            | 196                            | 180                            | 190                            | 2٬558                          |
| المصدر #1: National Meteorological Service of Belize, Meteo Climat (record highs and lows) |                                |                                |                                |                                |                                |                                |                                |                                |                                |                                |                                |                                |                                |
| المصدر #2: الأرصاد الجوية الألمانية (sun, 1961–1990, humidity 1975–1989)                   |                                |                                |                                |                                |                                |                                |                                |                                |                                |                                |                                |                                |                                |

## الاقتصاد
مدينة بليز هي موطن لفروع جميع البنوك الرئيسية في بليز والبنك المركزي، بالإضافة إلى كونها مرطز جميع مراكز التأمين والأسواق وما شابه. ومدينة بليز هي مركز لكل من السفر الجوي والبحري والبري على الصعيدين الوطني والدولي. والمدينة هي أيضا موطن لميناء بليز الميناء الرئيسي في البلاد.

## النقل

### النقل الجوي
يخدم المدينة مطار فيليب إس دبليو جولدسون الدولي، في ليديفيل، شمال غرب مدينة بليز، ومطار سيدي باري بوين المحلي، المدينة نفسها.

## توأمة
لمدينة بليز اتفاقيات توأمة مع:
- آن أربر،  الولايات المتحدة
- إيفانستون،  الولايات المتحدة.[17]
- كاوهسيونغ،  تايوان
- يوسو،  كوريا الجنوبية
- برايري فيو،  الولايات المتحدة.[18]

## أعلام
- دين بارو
- كولفيل يونغ
- جون جونز ماكراي
- ديون ماكولي
- جورج كادلي برايس
- هاريسون روتشز